# Chu Hà
Chu Hà (tiếng Trung: 周苛; bính âm: Zhou Ke, ?-204 TCN) là tướng nhà Tây Hán trong lịch sử Trung Quốc. Ông tham gia cuộc chiến giúp Lưu Bang chống lại Hạng Vũ và bị giết sau trận Huỳnh Dương.

## Cuộc đời
Chu Hà vốn người huyện Bái, đồng hương với Lưu Bang. Thời Tần, ông làm chức Tốt lại ở Tứ Thủy. Năm 209 TCN, Lưu Bang khởi nghĩa chống nhà Tần, Chu Hà cùng em họ là Chu Xương gia nhập lực lượng của Lưu Bang.
Năm 206 TCN, nhà Tần bị diệt, Lưu Bang được Hạng Vũ phong làm Hán vương, Chu Hà được Lưu Bang phong làm Ngự sử đại phu.
Chiến tranh Hán-Sở bùng nổ, anh em Chu Hà theo Lưu Bang chinh chiến. Năm 204 TCN, Lưu Bang đóng đại quân ở Huỳnh Dương, Hạng Vũ mang quân chủ lực tới vây ngặt. Trong lúc nguy cấp, tướng Kỷ Tín đóng giả làm Lưu Bang ra hàng, còn Lưu Bang mang các tướng sĩ nhân lúc hỗn loạn chạy trốn, giao cho Chu Hà cùng Tung Công và 2 vua chư hầu là Ngụy Báo và Hàn vương Tín ở lại giữ thành.
Chu Hà và Tung Công ghét Ngụy Báo đã từng phản Hán theo Sở, nên bàn nhau giết Ngụy Báo trước vì sợ Báo lại phản Hán lần nữa.
Sau khi biết Lưu Bang ra hàng chỉ là giả, Hạng Vũ giết Kỷ Tín và lại đốc quân đánh Huỳnh Dương. Chu Hà và Tung Công không chống cự nổi, cả hai người cùng Hàn vương Tín bị bắt.
Hạng Vũ muốn dụ hàng Chu Hà, ông thẳng thừng cự tuyệt, chửi mắng Hạng Vũ. Sở Bá vương tức giận bèn sai bỏ ông vào nồi nấu. Không rõ khi đó Chu Hà bao nhiêu tuổi.
Chu Xương em họ ông trở thành vị tướng giúp nhà Hán tới thời Hán Huệ Đế.